# S100B
بروتين S100 المرتبط بالكالسيوم B (S100) هو بروتين من عائلة بروتين S-100.
تتموضع البروتينات S100 في السيتوبلازم والنواة في مجموعة واسعة من الخلايا، وتشارك في تنظيم عدد من العمليات الخلوية مثل تقدم دورة الخلية والتمايز. تشتمل جينات S100 على ما لا يقل عن 13 عضوًا تقع في شكل مجموعة على الكروموسوم 1q21؛ ومع ذلك يقع هذا الجين في 21q22.3.